# Naliboki (obwód miński)
Naliboki (biał. Налібокі, ros. Налибоки) – agromiasteczko w rejonie stołpeckim obwodzie mińskim Białorusi. Stanowi centrum administracyjne sielsowietu nalibockiego. Jest też siedzibą parafii prawosławnej (pw. św. Michała Archanioła) i rzymskokatolickiej (pw. Wniebowzięcia Najświętszej Maryi Panny).
Miejscowość leży na wschodnim skraju Puszczy Nalibockiej, nad rzeką Kamionką. Miejscowość znana jest jako miejsce mordu ludności polskiej dokonanego w 1943 przez partyzantów sowieckich.

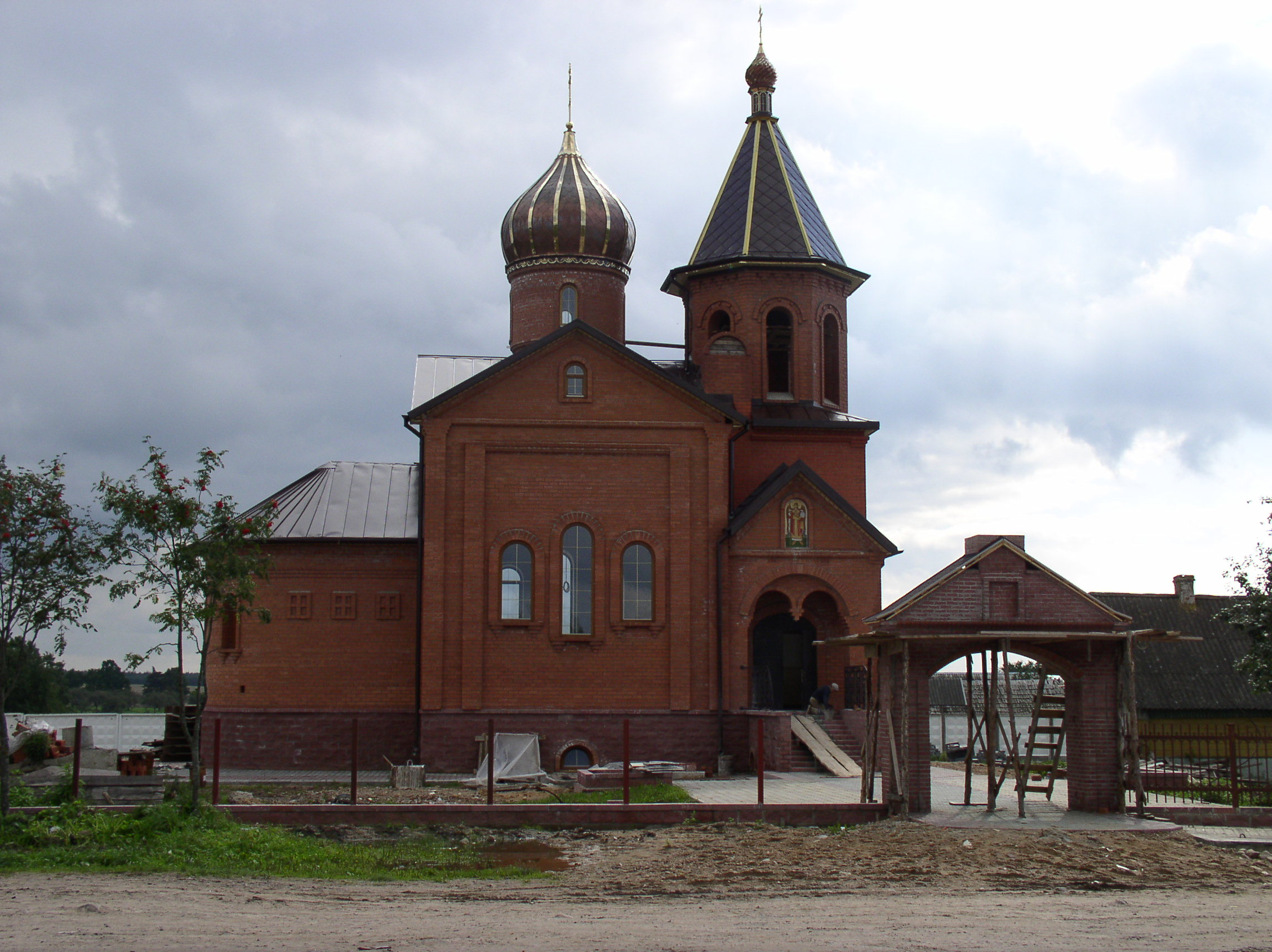
Cerkiew Michała Archanioła, zbudowana w latach 2005–2006

## Historia miejscowości
W XVI–XVIII w. wieś, następnie miasteczko w Wielkim Księstwie Litewskim. Tereny, na których znajdują się obecnie Naliboki od 1555 wchodziły w skład dóbr Radziwiłłów stanowiąc odrębne łowiectwo. W 1722 Anna Radziwiłłowa założyła tu hutę szkła, specjalizującą się w produkcji szklanych świeczników i kielichów ze szkła kryształowego, ale także w wyrobach ze szkła cienkiego. Pracowali tu rzemieślnicy sprowadzeni z Saksonii. Po 1830 huta produkowała także całe szklane serwisy stołowe. Huta została zamknięta w 1862 r.
Początki parafii katolickiej w Nalibokach sięgają 1447 roku, kiedy to dzięki fundacji Radziwiłłów, wzniesiono drewnianą kaplicę. W 1636 zbudowano tu pierwszy kościół murowany wraz z plebanią, uposażony przez Stanisława i Albrychta Radziwiłłów. Świątynia uległa zniszczeniu w 1655, ale została odbudowana. Kolejny kościół katolicki powstał w 1936 pod wezwaniem św. Józefa. Obydwie świątynie zostały zniszczone podczas wojny (1942); kościół św. Józefa odbudowano w 1995 r.
Po 1918 roku Naliboki znalazły się w granicach II Rzeczypospolitej. Za II Rzeczypospolitej miejscowość była siedzibą wiejskiej gminy Naliboki w województwie nowogródzkim, w powiecie stołpeckim. 10 lipca 1919 roku pod Nalibokami wojsko polskie stoczyło zwycięską bitwę z armią sowiecką. Demografia w 1921 przedstawiała się następująco:
|                     | Liczba mieszkańców | Budynki | Narodowość  | Narodowość | Narodowość        | Wyznanie    | Wyznanie     | Wyznanie   | Wyznanie |
| Polacy              | Liczba mieszkańców | Budynki | Białorusini | inna       | rzymskokatolickie | prawosławne | ewangelickie | mojżeszowe |          |
| ------------------- | ------------------ | ------- | ----------- | ---------- | ----------------- | ----------- | ------------ | ---------- | -------- |
| wieś Naliboki       | 1199               | 241     | 1194        | 4          | 1                 | 1177        | 14           | –          | 8        |
| miasteczko Naliboki | 515                | 100     | 397         | 118        | –                 | 311         | 18           | 1          | 185      |
| folwark Naliboki    | 24                 | 3       | 24          | –          | –                 | 18          | 6            | –          | –        |

Od 17 września 1939 roku Naliboki okupowane przez ZSRR, liczyły wtedy niecałe 4000 mieszkańców. Niemcy, po zajęciu wsi w 1941, wywieźli część żydowskiej ludności (później wywiezionych zamordowano), pozostali Żydzi zbiegli do Puszczy Nalibockiej. Według szacunków historycznych, w Puszczy Nalibockiej mogło znaleźć schronienie od 10 do ponad 20 tys. ludzi – partyzantów i uciekinierów.
8 maja 1943 w Nalibokach oddziały radzieckich partyzantów dokonały masakry polskiej ludności cywilnej..
6 sierpnia 1943 Naliboki zostały ponownie spacyfikowane, tym razem przez oddziały niemieckie, w ramach operacji Hermann, a jej mieszkańców wywieziono w głąb Rzeszy na roboty przymusowe.
Po 1944 roku weszły w skład Białoruskiej SRR, a od 1991 znajdują się na terenie niepodległej Białorusi. Od 30 grudnia 2009 agromiasteczko

## Infrastruktura
We wsi znajduje się kościół katolicki pw. Wniebowzięcia NMP, pochodzący z okresu międzywojennego, oraz położony obok cmentarz katolicki. Jest tu również cerkiew prawosławna pw. Michała Archanioła, wybudowana w latach 2005–2006.

## Urodzeni we wsi
- John Miszuk